# Vĩnh Bình, An Giang
Bình Minh là một xã thuộc huyện Vĩnh Thuận, tỉnh Kiên Giang, Việt Nam.

## Địa lý
Xã Bình Minh nằm ở phía tây bắc huyện Vĩnh Thuận, có vị trí địa lý:
- Phía đông giáp thị trấn Vĩnh Thuận và xã Vĩnh Bình Nam
- Phía tây giáp huyện U Minh Thượng
- Phía nam giáp xã Tân Thuận
- Phía bắc giáp xã Vĩnh Bình Bắc.

Xã Bình Minh có diện tích 29,92 km², dân số năm 2020 là 5.855 người, mật độ dân số đạt 196 người/km².

## Hành chính
Xã Bình Minh được chia thành 3 ấp: Bình Minh, Bời Lời B, Cái Nứa.

## Lịch sử
Ngày 10 tháng 10 năm 1981, Hội đồng Bộ trưởng ban hành Quyết định 109-HĐBT về việc chia xã Vĩnh Bình Nam thành bốn xã lấy tên là xã Vĩnh Bình Nam, xã Bình Thành, xã Bình Điền và xã Bình Minh.
Ngày 24 tháng 5 năm 1988, Hội đồng Bộ trưởng ban hành Quyết định 92-HĐBT về việc sáp nhập 6 ấp còn lại của xã Hoà Tiến, toàn bộ xã Vĩnh Thái, 2 ấp còn lại của xã Bình Điền vào xã Bình Minh.
Ngày 31 tháng 5 năm 1991, Ban Tổ chức Chính phủ ban hành Quyết định số 288-TCCP về việc giải thể xã Bình Minh nhập vào các xã Vĩnh Hoà, Vĩnh Bình Nam, Vĩnh Bình Bắc.
Ngày 29 tháng 6 năm 2009, Chính phủ ban hành Nghị quyết số 29/NQ-CP về việc thành lập xã Bình Minh trên cơ sở điều chỉnh 3.095,54 ha diện tích tự nhiên và 6.400 nhân khẩu của xã Vĩnh Bình Nam.